# Exoprosopa erronea
Exoprosopa erronea är en tvåvingeart som beskrevs av Mario Bezzi 1924. Exoprosopa erronea ingår i släktet Exoprosopa och familjen svävflugor. Inga underarter finns listade i Catalogue of Life.